# Thyrosticta perpetua
Thyrosticta perpetua là một loài bướm đêm thuộc phân họ Arctiinae, họ Erebidae.